# François Guillaume Barthélemy Laurent
Pour les articles homonymes, voir Laurent.
François Guillaume Barthélemy Laurent, né le 24 août 1750 à Saint-Amand-en-Puisaye (Nièvre), mort le 14 septembre 1825 à Paris, est un général français de la Révolution et de l’Empire.

## État des services
Entré au régiment Royal-Infanterie le 10 mai 1767, devenu régiment de Brie en 1775, puis 23e régiment d'infanterie de ligne en 1792, il y est promu sous-lieutenant et chevalier de Saint-Louis. 
Comme capitaine il est intervenu dans la révolte de Baisieux en 1792. Son bataillon était à la bataille de Valmy sous les ordres de Kellermann. Commandant par intérim du 1er bataillon en 1793, il a participé à tous les engagements de la campagne du Rhin où il a eu les jambes gelées devant Trèves ainsi qu'une blessure à l'épaule lors de l'attaque de la redoute de Pirmasens. Avec l'armée de la Moselle, il participe ensuite à la bataille de Wissembourg pour débloquer Landau. 
Élevé au grade de général de brigade le 29 ventôse an II (19 mars 1794), il est affecté à l'armée du Nord sous les ordres de Moreau. Au cours du siège d'Ypres, il s'est emparé du fort de Cnocke puis fut blessé de trois biscaïens au pont de Merkem avant de participer au siège de L'Écluse (Pays-Bas) le 25 août. Quoique blessé à nouveau à la jambe droite lors de l'attaque d'un poste sur la route de Bruxelles, Pichegru étant malade et Moreau absent, il commande seul le siège de Venlo le 4 brumaire an III (25 octobre 1794), où il obtient la capitulation d'une garnison de 4 000 hommes sans tirer un seul coup de fusil ! 

Passé en 1795 avec sa division à l'armée de Sambre-et-Meuse sous les ordres du général Jourdan, il est chargé de la défense de la Zélande à partir de l'été 1797. À la suite du débarquement anglais du 30 floréal an VI (19 mai 1798), il a fait prisonniers les soldats anglais avec leurs généraux, en s'emparant de leurs bateaux et de leurs armes. 
À partir de l'an VI il commande par intérim aux 24e et 25e divisions militaires dans les départements de la Lys et de l'Escaut. Son commandement est étendu dès l'an VIII à la 16e division dans les départements du Nord, de l'Aisne et du Pas-de-Calais. Mis en non-activité durant l'an IX et l'an X, lors de la paix d'Amiens (25 mars 1802), il en profite pour se marier. 
Il reprend du service dans la 25e division dont le quartier général est à Liège (Ourthe). Il est fait commandant de la Légion d'honneur avec la recommandation de Jean-François-Aimé Dejean le 25 prairial An XII (14 juin 1804) et employé dans le département de Jemmapes. En 1804, le grade de "commandant" existait dans la Légion d'honneur : il a été renommé "commandeur" à partir de 1816. Il reprend le commandement par intérim de la 25e division militaire à Namur en 1806 puis il transfère le Q.G. de la division à Liège, mais ces commandements ne lui sont octroyés que parce que son âge et ses infirmités ne lui permettent pas de rejoindre la Grande Armée. 
En 1809 l'empereur l'envoie à Gand pour être employé dans le corps de troupes de réserve rassemblé sur l'Escaut et l'année suivante il reçoit le commandement de la 3e brigade des cohortes du 1er ban des gardes nationales à Bruges. C'est avec ses gardes nationaux en 1813, qu'il doit partir de Malines pour Magdebourg (Westphalie) où il reçoit le commandement en second de la place. C'est là qu'il est enfin nommé général de division, commandant d'armes de 1re Classe à Magdebourg le 13 juillet 1813, grade qu'il espère depuis 18 ans. La retraite de Napoléon l'amène à quitter Magdebourg en octobre 1813 pour rentrer en France. 
Au retour du Roi il est confirmé comme lieutenant-général des armées et chevalier de Saint-Louis. Il est nommé commandant militaire de Montmédy et c'est dans cette place qu'il apprend le retour de Napoléon. Après avoir pris des dispositions pour défendre la place en juin 1815, il décide finalement la reddition de Montmédy aux Alliés le 22 septembre 1815, alors qu'une partie de la garnison et des habitants souhaitaient poursuivre la défense de la ville. En 1816 une commission d'enquête présidée par le général Nicolas-Joseph Maison conclue à une faiblesse du général Laurent mais sans trahison. Le roi ordonne qu'il ne soit donné aucune suite à cette affaire. Admis à la retraite à dater du 1er septembre 1815 il se retire à Paris, 34 rue Notre-Dame-des-Victoires, pour y vivre en famille.

## Famille
Issu d'une des grandes familles des potiers de Puisaye, il est le fils de François Laurent, drapier puis aubergiste, et de Françoise Bergery ; il épouse Marie-Anne Mallet (1780-1845) de Neuvy-sur-Loire, et deux de ses fils embrassent aussi la carrière militaire : le chef de bataillon Louis François Alcindor Laurent (1802-1850), et le chef d'escadron Napoléon Marie Barthélemy Antonin Laurent (1805-1889). Son frère Edme Ambroise Laurent (1768-1841) est son aide de camp durant quelques années puis il fait la guerre d'Espagne avec le grade de chef de bataillon.

## Sources
- Service Historique de la Défense, Vincennes : 7YD 586
- A. Liévyns, Jean-Maurice Verdot et Pierre Bégat, Fastes de la légion-d'honneur : biographie de tous les décorés accompagnée de l'histoire législative et réglementaire de l'ordre., t. 3, Paris, au bureau de l'Administration, 1844-1847, 581 p. (lire en ligne), p. 322-323
- (en) « Generals Who Served in the French Army during the Period 1789 - 1814: Eberle to Exelmans »
- Thierry Pouliquen, « Les généraux français et étrangers ayant servis [sic] dans la Grande Armée » (consulté le 26 mars 2014)
- Alain Raisonnier, « François Guillaume Barthélemy Laurent (1750-1825) jeune poyaudin, Général de la République », De la Nièvre au Pont-Neuf, no 2,‎ 2015, p. 18-24 (lire en ligne)